# Все цвета радуги
«Все цвета радуги» (англ. All the Colors of the Rainbow) — научно-фантастический рассказ американской писательницы Ли Брэкетт, опубликованный в 1957 году в журнале «Venture Science Fiction». На русском языке впервые издан в сокращённом варианте  в 1982 году в журнале «Юный техник».

## Сюжет
Флин и его помощница Руви — гуманоиды с Минтаки, одной из многочисленных планет Галактической Федерации, молодые инженеры по управлению погодой. Природные условия на их родной планете почти совпадают с земными, а от людей их внешне отличает лишь светло-зелёный цвет кожи. Поэтому именно их отправляют на недавно открытую и весьма отсталую по стандартам Федерации Землю для установки и обслуживания аппаратуры управления погодой. Их посылают на юг США, в городок Гранд-Фоллз (вымышленное место).
Довольно скоро из-за зелёного цвета кожи у Флина и Руви нарастают проблемы с местными белыми жителями, для которых они просто «зелёные ниггеры». Из 10 000 посланцев Галактической Федерации на Земле лишь один является гуманоидом с белым цветом кожи. Местные белые боятся, что в рамках Федерации они окажутся «под пятой у цветных — всех цветов радуги» («tramped under with color — all the colors of the rainbow», в русской адаптации фраза была опущена).
Нарастающее напряжение заканчивается насилием. Белые жители  загоняют в ловушку машину, на которой стараются скрыться из города Флин и Руви. Флин жестоко избит, Руви изнасилована. Разумеется, СМИ публикуют осуждения, а Флина и Руви забирают с Земли. Однако Флин научился неведомым ему до этого чувствам ненависти и мести, и не может просто так покинуть Гранд-Фоллз. Перед отъездом он скрыто устанавливает климатическую установку в окрестностях города и включает её в режиме «ливень». «Вы хотели преподнести мне урок, - сказал он вслух, прибавляя скорость. - Вы это сделали. И теперь я покажу вам, какой я хороший ученик.» Над городом начинается нескончаемый ливень, который день за днём смывает дома и деревья. Жители Гранд-Фоллз вынуждены эвакуироваться.

## Контекст и значение рассказа
Рассказ необычен для творчества Ли Брэкетт. Фантастика в нём играет подчинённую роль, позволяя спроецировать расовые проблемы США 1950-х на абстрактных зеленокожих гуманоидов. Которые, за исключением светло-зелёного цвета кожи, имеют все признаки европеоидной расы. На их примере показаны все отличительные признаки продлившейся без малого столетие эры «законов Джима Кроу».
Для американского читателя клеймо «зелёные ниггеры» (англ. green niggers), поставленное местными белыми жителями на Флина и Руви, было прозрачной метафорой, не всегда понятной иностранцу. Выражение «зелёные ниггеры» в США было этнофолизмом для ирландских эмигрантов, в основном католиков, многочисленные волны которых прибывали в США со времён Великого голода 1845—1849 и позднее. Для WASP («белые англосаксонские протестанты») ирландцы были на том же низу социальной лестницы, что и негры, только «зелёного цвета» (очевидная аллюзия на национальные обряды). Показательно, что в Италии перевод рассказа, вышедший в 1968 году, был назван именно «Зелёные негры» (итал. I negri verdi). С развитием национального самосознания и борьбы за равенство прозвище «зелёные негры» становится символом разделения на «наши» и «не наши» не по каким-либо неизменяемым этническим признакам, а по социальным, экономическим и любым иным.
По сути, рассказ олицетворяет дискуссию, явно или неявно шедшую в США едва ли не с момента зарождения нового государства. В фокусе внимания страх перемен, страх, провоцируемый нативизмом — в комбинации с ксенофобией и расизмом. Из этого вырастает готовность словесной и физической агрессии к любому, кого определили как они в противопоставлении воображаемым единым нам.